# European Film Awards 2023
La 36ª cerimonia degli European Film Awards si è tenuta il 9 dicembre 2023 a Berlino.
I candidati delle categorie principali sono stati annunciati il 7 novembre 2023.

## Vincitori e candidati
I vincitori sono indicati in grassetto, a seguire gli altri candidati.

### Miglior film
- Anatomia di una caduta (Anatomie d'une chute), regia di Justine Triet ( Francia)
- Foglie al vento (Kuolleet lehdet), regia di Aki Kaurismäki ( Finlandia/ Germania)
- Green Border (Zielona granica), regia di Agnieszka Holland ( Polonia/ Francia/ Rep. Ceca/ Belgio)
- Io capitano, regia di Matteo Garrone ( Italia/ Belgio)
- La zona d'interesse (The Zone of Interest), regia di Jonathan Glazer ( Regno Unito/ Polonia)

### Miglior commedia
- Scrapper, regia di Charlotte Regan ( Regno Unito)
- L'Amour du monde, regia di Jenna Hasse ( Svizzera)
- One in a million, regia di Joya Thome ( Germania)

### Miglior regista
- Justine Triet - Anatomia di una caduta (Anatomie d'une chute)
- Aki Kaurismäki - Foglie al vento (Kuolleet lehdet)
- Agnieszka Holland - Green Border (Zielona granica)
- Matteo Garrone - Io capitano
- Jonathan Glazer - La zona d'interesse (The Zone of Interest)

### Miglior attrice
- Sandra Hüller - Anatomia di una caduta (Anatomie d'une chute)
- Ek'a Chavleishvili - Shashvi, shashvi, maq'vali
- Alma Pöysti - Foglie al vento (Kuolleet lehdet)
- Mia McKenna-Bruce - How to Have Sex
- Leonie Benesch - La sala professori (Das Lehrerzimmer)
- Sandra Hüller - La zona d'interesse (The Zone of Interest)

### Miglior attore
- Mads Mikkelsen - La terra promessa (Bastarden)
- Thomas Schubert - Il cielo brucia (Roter Himmel)
- Jussi Vatanen - Foglie al vento (Kuolleet lehdet)
- Josh O'Connor - La chimera
- Christian Friedel - La zona d'interesse (The Zone of Interest)

### Miglior sceneggiatura
- Justine Triet e Arthur Harari - Anatomia di una caduta (Anatomie d'une chute)
- Aki Kaurismäki - Foglie al vento (Kuolleet lehdet)
- Maciej Pisuk, Gabriela Łazarkiewicz-Sieczko e Agnieszka Holland - Green Border (Zielona granica)
- Johannes Duncker e İlker Çatak - La sala professori (Das Lehrerzimmer)
- Jonathan Glazer - La zona d'interesse (The Zone of Interest)

### Miglior fotografia
- Rasmus Videbæk - La terra promessa (Bastarden)

### Miglior montaggio
- Laurent Sénéchal - Anatomia di una caduta (Anatomie d'une chute)

### Miglior scenografia
- Emita Frigato - La chimera

### Migliori costumi
- Kicki Ilander - La terra promessa (Bastarden)

### Miglior trucco
- Ana López-Puigcerver, Belén López-Puigcerver, David Martí e Montse Ribé - La società della neve (La sociedad de la nieve)

### Miglior colonna sonora
- Markus Binder - Club Zero

### Miglior sonoro
- Johnnie Burn e Tarn Willers - La zona d'interesse (The Zone of Interest)

### Migliori effetti visivi
- Félix Bergés e Laura Pedro - La società della neve (La sociedad de la nieve)

### Miglior rivelazione
- How to Have Sex, regia di Molly Manning Walker (Regno Unito/Grecia)
- La Palisiada, regia di Philip Sotnychenko (Ucraina)
- Sigurno mjesto, regia di Juraj Lerotic (Croazia/Slovenia)
- Stille liv, regia di Malene Choi (Danimarca)
- Vincent deve morire (Vincent doit mourir), regia di Stéphan Castang (Francia/Belgio)

### Miglior documentario
- Savvusanna sõsarad, regia di Anna Hints (Estonia/Francia/Islanda)
- Apolonia , Apolonia, regia di Lea Glob (Danimarca/Polonia)
- Quattro figlie, regia di Kaouther Ben Hania (Francia/Tunisia/Germania/Arabia Saudita)
- Motherland, regia di Hanna Badziaka e Alexander Mihalkovich (Svezia/Ucraina/Norvegia)
- Sull'Adamant - Dove l'impossibile diventa possibile (Sur l'Adamant), regia di Nicolas Philibert (Francia/Giappone)

### Miglior film d'animazione
- Robot Dreams, regia di Pablo Berger ( Francia/ Spagna)
- The Amazing Maurice, regia di Toby Genkel ( Germania/ Regno Unito)
- Linda e il pollo (Linda veut du poulet!), regia di Sébastien Laudenbach e Chiara Malta ( Francia/ Italia)
- Mary e lo spirito di mezzanotte (A Greyhound of a Girl), regia di Enzo d'Alò ( Lussemburgo/ Italia/ Irlanda/ Regno Unito/ Lettonia/ Estonia/ Germania)
- Müanyag égbolt, regia di Tibor Bánóczki e Sarolta Szabó ( Ungheria/ Slovacchia)

### Miglior cortometraggio
- Hardly Working, regia di Susanna Flock, Robin Klengel, Leonhard Müllner e Michael Stumpf (Austria)
- 27, regia di Flóra Anna Buda (Ungheria)
- Aqueronte, regia di Manuel Muñoz Rivas (Spagna)
- La herida luminosa, regia di Christian Avilés (Spagna)
- Flores del otro patio, regia di Jorge Cadena (Colombia/Svizzera)

### European University Film Award
- Anatomia di una caduta (Anatomie d'une chute), regia di Justine Triet (Francia)
- Green Border (Zielona granica), regia di Agnieszka Holland (Polonia/Francia/Repubblica Ceca/Belgio)
- Domaḱinstvo za početnici, regia di Goran Stolevski (Macedonia del Nord/Polonia/Croazia/Serbia/Kosovo)
- How to Have Sex, regia di Molly Manning Walker (Regno Unito/Grecia)
- La sala professori (Das Lehrerzimmer), regia di İlker Çatak (Germania)

### Premio del pubblico
- 20.000 especies de abejas, regia di Estibaliz Urresola Solaguren (Spagna)
- Foglie al vento (Kuolleet lehdet), regia di Aki Kaurismäki (Finlandia/Germania)
- Sull'Adamant - Dove l'impossibile diventa possibile (Sur l'Adamant), regia di Nicolas Philibert (Francia/Giappone)
- Savvusanna sõsarad, regia di Anna Hints (Estonia/Francia/Islanda)
- La sala professori (Das Lehrerzimmer), regia di İlker Çatak (Germania)

### Young Audience Award
- Scrapper, regia di Charlotte Regan (Regno Unito)
- L'amour du monde, regia di Jenna Hasse (Svizzera)
- One in a million, regia di Joya Thome (Germania)

### Premio alla carriera
- Vanessa Redgrave

### Miglior contributo europeo al cinema mondiale
- Isabel Coixet

### Miglior co-produttore europeo
- Uljana Kim

### Premio onorario del Presidente dell'European Film Award e del Consiglio
- Béla Tarr

### Premio Europeo di Sostenibilità
- Güler Sabancı